# Aleksandr Tarasov-Rodionov

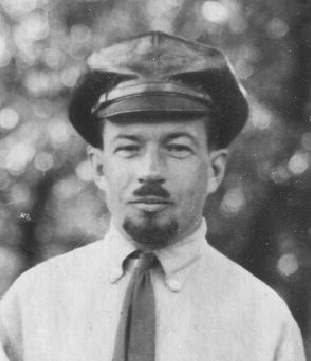
Tarasov-Rodionov

Aleksandr Ignajevitsj Tarasov-Rodionov (Russisch: Александр Игнатьевич Тарасов-Родионов) (Astrachan 1885 – Moskou, 1938) was een Russisch schrijver. 

## Leven en werk
Tarasov-Rodionov studeerde rechten in Kazan, werd in 1905 lid van de communistische partij en nam in 1917 actief deel aan de Russische Revolutie. Als schrijver was hij na de revolutie onder meer actief in de rechtlijnig-bolsjewistische literaire 'Oktober'-groepering.
Tarasov-Rodionov, die van 1921 tot 1924 onderzoeksrechter bij het opperste gerechtshof was, publiceerde tijdens deze periode, in 1922, zijn korte roman Chocola (in Nederlandse vertaling verschenen in de reeks Russische Miniaturen, 1981). Deze roman, die nu zo goed als onbekend is, veroorzaakte toen een schandaal. De chef van de geheime politie wordt ter dood veroordeeld, hoewel zijn schuld gering is: zijn vrouw heeft als smeergeld een reep chocola aangenomen. De commissie is echter van oordeel dat ze moeten laten zien dat de Revolutie niemand spaart. Tarasov-Rodionov schaart zich in zijn boek achter deze visie. Dat riep in Rusland toentertijd veel discussies op. Velen vonden de thesis – een communist moet worden geofferd aan de vooroordelen van de massa – een ideologische fout.
In 1937 werd Tarasov-Rodionov veroordeeld wegens 'contra-revolutionaire' activiteiten en in 1938 verdween hij tijdens de Grote Zuivering. Na de dood van Jozef Stalin werd hij in 1956 gerehabiliteerd.